# Pieter Peutemans

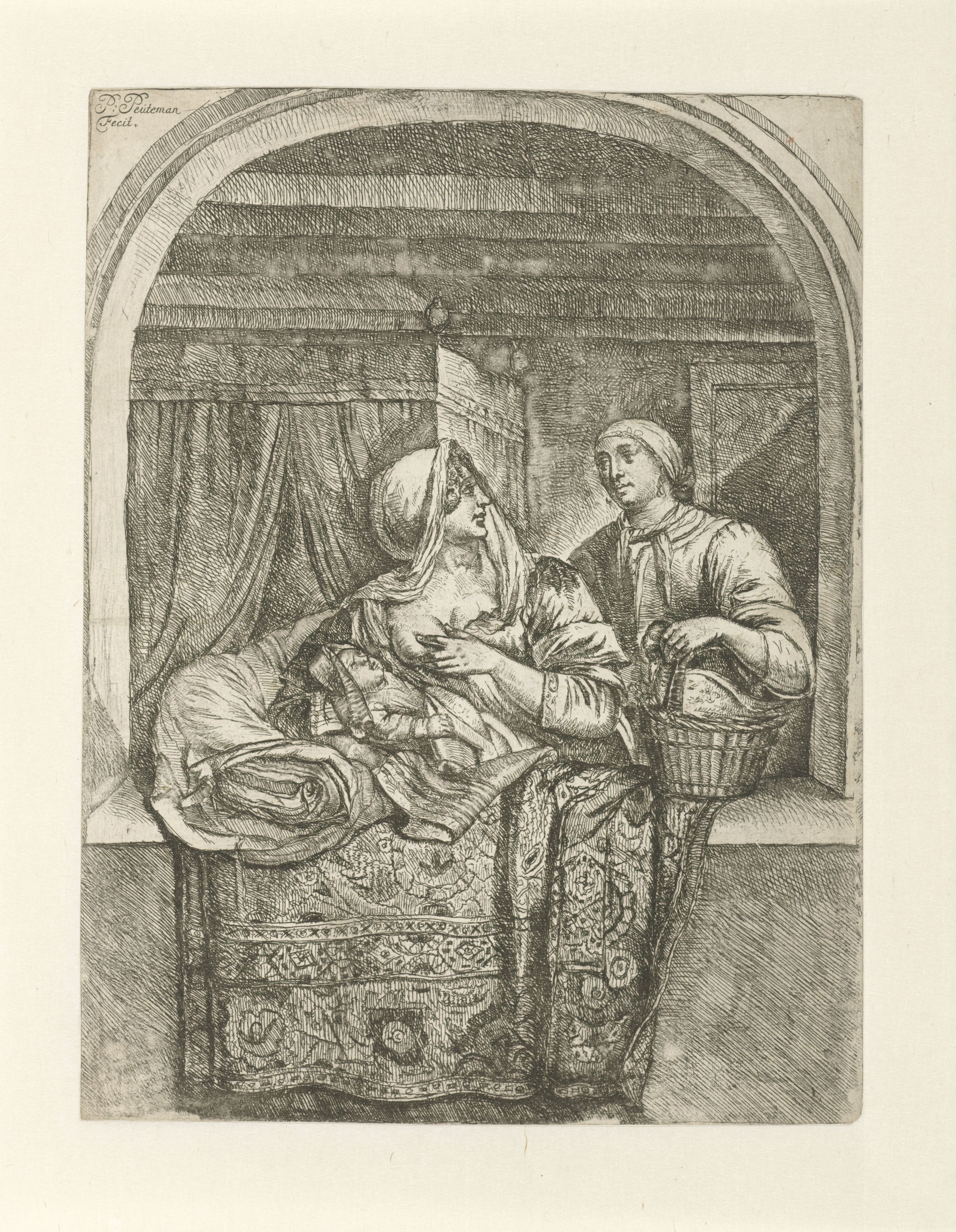
Venster waarin een vrouw die haar kind de borst geeft. Achter haar een dienstmeid met een mand waarin een eend. (Pieter Peutemans, 1656 - 1698)

Pieter Peutemans (Goes, gedoopt op 13 december 1641 – Rotterdam, begraven op 18 juni 1698) was een Noord-Nederlandse schilder en prentkunstenaar, bekend om zijn portretten, historiestukken en vanitasstillevens.
Hij was de zoon van Leonard Peutemans en Cornelia Gruwaert. Op 1 maart 1676 trouwde hij in Kralingen (Rotterdam) met Cornelia de Bruyn uit Den Haag.
Peutemans begon zijn carrière in Goes (1661-1676) en werkte daarna kort in Kralingen (1676) en Middelburg (1676-1677), waar hij lid werd van het Sint-Lucasgilde. Vanaf 1677 tot aan zijn dood was hij voornamelijk actief in Rotterdam, maar hij werkte ook in Den Haag en Delft. Wie hem in het schildersvak opleidde is niet bekend.
Naast zijn werk als kunstenaar bekleedde Peutemans vanaf 1688 een ambtelijke functie en was hij vanaf 1690 schipper van een trekschuit tussen Rotterdam en Delft.
Volgens Houbraken stierf hij van schrik toen hij in de snijkamer schetsen maakte voor een vanitas, en geraamtes zag bewegen tijdens de aardbeving van 18 september 1692. Hij stierf echter 6 jaar later.
- Biografisch Portaal: 87339959
- Digitale Bibliotheek voor de Nederlandse Letteren: peut002
- Gemeinsame Normdatei: 121586669
- International Standard Name Identifier: 0000 0000 2317 5509
- Nederlandse Thesaurus van Auteursnamen: 186352816
- RKD-Nederlands Instituut voor Kunstgeschiedenis: 63067
- Virtual International Authority File: 47622289
- WorldCat: E39PBJgt9GGkGJbh6rFvdMqbBP